# Riusciranno i nostri eroi a ritrovare l’amico misteriosamente scomparso in Africa?
Riusciranno i nostri eroi a ritrovare l’amico misteriosamente scomparso in Africa? ist eine italienische Abenteuerkomödie aus dem Jahr 1968. Der Originaltitel bedeutet „Wird es unseren Helden gelingen, den in Afrika auf mysteriöse Weise verschwundenen Freund wiederzufinden?“. Diese Helden werden von Alberto Sordi und Bernard Blier gespielt, im Film wirkt auch Nino Manfredi mit, Regie führte Ettore Scola.

## Handlung
Der wohlhabende Verleger Di Salvio ist des Gesellschaftslebens in Rom überdrüssig. Sein Schwager „Titino“ ist vor drei Jahren nach Afrika aufgebrochen und hat seit einem Jahr kein Lebenszeichen mehr von sich gegeben. Als die Ehefrau des Verschwundenen vor Verzweiflung durchdreht, nutzt er die Gelegenheit und bricht begeistert nach Angola auf, um ihren Ehemann wiederzufinden. Dabei schleppt er seinen Buchhalter Palmarini mit, der ihn nur widerwillig begleitet. Vor Ort betrachtet Di Salvio die Schwarzen als Schauobjekte und fotografiert drauflos. Sie heuern einen portugiesischen Führer an, mit dem sich Di Salvio bald verkracht, und der die beiden Italiener in der Wildnis alleine lässt.
Sie übernachten abwechselnd Wache haltend. Am nächsten Tag gelangen sie in einen Ort, wo Titino als Lastwagenfahrer der Nocal-Brauerei angestellt sein soll. Sie rufen ihn aus, doch der Mann flüchtet mit seinem Laster, und sie fahren ihm nach. Er entpuppt sich als ein kleiner Gauner, der mit dem Gesetz in Konflikt stand und Titinos gefundene Papiere an sich genommen hat, um Arbeit zu bekommen. In einer christlichen Mission vernehmen sie erstaunt, dass Titino zu einem Prediger geworden sein soll, der eine Kirche weiter weg von hier betreut. Leider hat der Gauner ihren Geländewagen geklaut. Um nicht zu Fuß zu Titino laufen zu müssen, fahren sie bei einem portugiesischen Ehepaar mit. Wegen einer eingebrochenen Brücke kann der Wagen ein Flüsschen nicht überqueren. Das Paar treibt Einheimische dazu an, sich selbst als Ersatzpfeiler hinzustellen und die Planken zu halten. Di Salvio und Palmarini sind über diese Behandlung der Afrikaner fassungslos und ziehen es vor, zu Fuß weiterzulaufen. Am Ort, wo sie Titino erwartet haben, zeigt ihnen eine Blondine sein Grab. Sie beschließen, nach Italien zurückzukehren, bis sie misstrauisch werden und das Grab nochmal in Augenschein nehmen. Es ist leer. Inzwischen haben sie ihren Wagen zurückerhalten und einen Hinweis auf Titinos möglichen Aufenthaltsort bekommen. Allerdings kreuzen sie den Weg einer Rebellenbande, die ihnen das Fahrzeug, die Waffen und sogar die Schuhe abnimmt. Durstend irren sie dann im Kreise, bis sie von Einheimischen aufgegriffen und gerettet werden. Die Schwarzen dieses Dorfs beten einen Medizinmann an. Es ist Titino. Er zeigt sich gegenüber den Sorgen seiner Ehefrau gleichgültig. Bald tauchen die Rebellen auf, die Titino mal um viel Geld geprellt hat. Er überlässt ihnen ein Säckchen mit vermeintlichen Diamanten, und sie ziehen davon. Aus Angst, dass sie zurückkommen, verlässt er mit seinem Schwager und Palmarini das Dorf und besteigt ein Schiff nach Italien. Doch die Dorfbevölkerung fleht ihn an, zu bleiben. In Aussicht auf ein langweiliges Leben in Europa springt er vom Schiff, zu seinen Schwarzen zurück.^

## Hintergrund
Gedreht wurde in Angola, als das Land noch eine portugiesische Kolonie war. Vorausgegangen waren mehrmonatige Erkundungen Scolas, der dort „täglich Vorfälle von Rassismus, sogar von herzlichem, natürlichem, akzeptierten Rassismus“ erlebte. Nach seiner Einschätzung war es sein erster Film, der nicht ausschließlich eine Commedia all’italiana war. Die Satire gilt exotisierenden Filmen, der italienischen Führungsschicht und dem Glauben an die Überlegenheit der Weißen über die Schwarzen. Sie greift kolonialistische Verhaltensformen an und thematisiert die Sehnsucht des westlichen Mannes nach einem naturnaheren Leben. Der Streifen reüssierte in Italien an den Kassen – Rang acht der inländischen Produktionen des Jahres 1968 –, war aber in der Bundesrepublik nicht im Kino zu sehen.

## Kritik
Jean Tulard (2005) sprach von einem „Riesenspass“, in dem die entfesselten Darsteller Sordi und Blier zum enormen Lachanfall beitrügen.